# チームX
チームX（Team X）は、マーベル・ユニバースに登場する架空の非合法活動チーム。

## コミック
チームXは、マーベル・ユニバースで1960年代の間に活動し、ウェポン・プラスにリンクされていたCIAの非合法活動チームであった。それは、ローガン（ウルヴァリン）、ビクター・クリード（セイバートゥース）、マーベリック、ケストレル、マストドン、シルバーフォックス、およびデッドプールが構成員であった。チームXはオメガレッドに関する任務の後にどうやら解散され、メンバーはウェポンXプロジェクトのために捕られ、実験に利用された。

## 他のメディア

### テレビ

#### X-メン
チームXは1990年代半ばのアニメ『X-メン』のエピソード「Weapon X, Lies & Video Tape」で登場した。このエピソードでは、ウルヴァリンはすべてのオリジナルのメンバーのようにフラッシュバックして、カナダのウェポンXの施設に戻った。他のチームメンバーは、セイバートゥースとシルバーフォックスとマーベリックだった。彼らは以前の任務とオメガレッドと自分達の戦いを思い出したが、それらは、これらの記憶の多くがウェポンXの科学者によって植えつけられたものであることがわかった。彼らは、サロスと呼ばれるウェポンXのロボットの手で殺されそうになる。しかし、単にチームがウェポンXを破壊するために再び共に活動していたため、サロスは失敗する。

#### ウルヴァリン・アンド・ジ・X-メン
2008年に始まったカートゥーン『ウルヴァリン・アンド・ジ・X-メン』でも登場した。このシリーズでは、チームは、ウルヴァリン、セイバートゥース、ミスティークから成り、ドクター・コネリアスの監督の下、ウェポンXのセクションの一部として活動する。ウルヴァリンとミスティークの両者に続き、マーベリックが捕らえられ、洗脳され、チームに加入させられた。

### 映画
『ウルヴァリン:X-MEN ZERO』では、ウィリアム・ストライカーが指揮し、ウルヴァリン、セイバートゥース、ブロブ、ケストレル、デッドプール、ボルト、エージェント・ゼロがメンバーであった。
セイバートゥース、エージェント・ゼロ、および洗脳されたデッドプールのみがストライカーに忠実なままで残る。セイバートゥースはブラッドリーを殺害。ストライカーはウルヴァリンを再び加入させたがっていた。ウルヴァリンの恋人がセイバートゥースに殺された後、ウルヴァリンは、ウェポンX計画への参加に同意する。